# Sæfjall
Sæfjall är en kulle i republiken Island. Den ligger i regionen Suðurland, 110 km sydost om huvudstaden Reykjavík. Toppen på Sæfjall är 179 meter över havet. Sæfjall ligger på ön Hemön.
Närmaste större samhälle är Västmannaöarna, nära Sæfjall.